# Покровский, Владимир Валерьевич
Влади́мир Вале́рьевич Покро́вский (18 ноября 1948, Одесса) — русский писатель-фантаст, сценарист и научный журналист.

## Биография
Окончил Московский авиационный институт, работал физиком в Институте атомной энергии им. И. В. Курчатова, научным журналистом в журнале «Наука в СССР» и газетах «Наука в СССР», «Трибуна НТР», «Общая газета»). Первая художественная публикация — рассказ «Просчёт» (1976), первая научно-фантастическая публикация — рассказ «Что такое не везёт?» (1977). Живёт в Москве.
Фантастические произведения автора первоначально были рассеяны по периодике, затем вышли авторские сборники «Тёмная охота» (1990), «Планета отложенной смерти» (1998), «Георгес или одевятнадцативековивание» (2001).

## Творчество
Творчество Покровского отличает обострённое внимание к нравственным проблемам, постановка «проклятых вопросов», исключающих тривиальные решения. В его раннем рассказе «Самая последняя в мире война» (1984) героиней является обладающая разумом и личностью атомная бомба, а антигероями — её создатели. В цикле повестей про «экологических инженеров» («Парикмахерские ребята» (1989), «Метаморфоза» (1992) и «Дожди на Ямайке»(1997)) описаны «куаферы» — экологи-практики, переделывающие флору и фауну планет для комфортного проживания человечества и презираемыми обществом за свои прошлые геройства, неожиданно оказавшиеся злодеяниями. Герои гротескно-иронической криминальной повести «Тысяча тяжких» (1992) воюют с преступностью, причём для этой войны применяют наипреступнейшие методы.